# Yaremis Pérez
Yaremis Pérez, född 24 mars 1981, är en kubansk bågskytt. Hon deltog vid olympiska sommarspelen 2000.